# سكيك (القنيطرة)
سكيك هي إحدى القرى المحتلة والمدمرة التابعة لمركز مسعدة التابع لمحافظة القنيطرة في هضبة الجولان بجنوب غرب سوريا.
قرية مدمرة وهجر سكانها عام 1967 وكان عددهم 883 نسمة تتبع ناحية مسعدة، ترتفع عن سطح البحر 836 م وتقع في أرض بازلتية وعرة على المنحدر الغربي لهضبة الجولان، جنوب غرب تل الأحمر، تنتشر فيها حراج السنديان والبلوط والزعرور في جهتي الشمال والشرق على بعد 15 كم إلى الشمال الغربي من مدينة القنيطرة، اعمارها قديم لوجود آثار فيها تعود للعهدين الروماني والبيزنطي. منها قلعة، بيوتها قديمة وفيها آبار. عرفت بزراعة الحبوب بعلا وتربية الأبقار والأغنام، وتشرب من مشروع مياه قرية بيت جن. وبعض الآبار من ينابيع السماق القريبة.  وسكنها سبعة عشائر من عشائر قبيلة الفضل هم الباخات والحمدان والجشين والهناتشة والمشاعلة والكبيهات وبيت مثقال من التدامرة كما سكنها من النعيم بيت علي الحسيكي.